# Barry B. Longyear
Barry Brookes Longyear (Harrisburg, 12 de maio de 1942 – New Sharon, 6 de maio de 2025) foi um premiado autor americano de ficção-científica e também roteirista.

## Carreira
Nascido em Harrisburg, Pensilvânia, Longyear era mais conhecido por sua novela vencedora do Hugo e Nebula Award de 1979, "Enemy Mine", que posteriormente foi transformada em um filme de mesmo nome. A história é de um encontro entre um humano e um soldado alienígena cujas raças estão em guerra. Eles são abandonados juntos no espaço e precisam superar sua desconfiança mútua para cooperar e sobreviver. Uma versão bastante expandida da novela original, bem como dois romances completando a trilogia, The Tomorrow Testament e The Last Enemy, são reunidos com materiais adicionais em The Enemy Papers.
A novela ajudou Longyear a ganhar o Prêmio John W. Campbell de Melhor Novo Escritor em 1980. Ele foi o único escritor a ganhar os prêmios Hugo, Nebula e Campbell no mesmo ano, até que este foi igualado por Rebecca Roanhorse em 2018.
Ele também escreveu as séries Circus World e Infinity Hold, vários romances independentes, vários contos e dois livros para a série de novelização Alien Nation. Sua trilogia "Infinity Hold", "Kill All the Lawyers" e "Keep the Law" foi lançada em 2002 em um único volume de bolso intitulado Infinity Hold 3. Suas histórias de mistério Jaggers & Shad, com dois detetives da Divisão de Crimes de Seres Artificiais (Devon Office), são ambientadas principalmente em Exeter e nos arredores de Devon e aldeias. A primeira das histórias, The Good Kill, ganhou o prêmio AnLab da revista Analog de Melhor Novela em 2006, e Murder in Parliament Street ganhou o mesmo prêmio em 2007. O Gancho ganhou o Prêmio Prometheus de 2021 pelo melhor trabalho de ficção científica libertária do ano.
A série Circus World narra as aventuras de uma trupe de circo espacial cuja nave espacial cai, abandonando-os em um planeta deserto sem contato com o mundo exterior.
A série Infinity Hold diz respeito a uma sociedade que se desenvolve a partir de um grupo de condenados violentos despejados em um novo planeta sem polícia ou governo.
Saint Mary Blue gira em torno do curso do tratamento para um homem com abuso de substâncias e problemas de saúde mental, enquanto residente em uma instalação de tratamento.
The God Box é um romance de fantasia de mundo secundário autônomo no qual o protagonista se encontra como guardião de uma pequena caixa de madeira que fornece orientação enigmática dos deuses.
Longyear também escreveu uma série de mistério, a trilogia The Hangman's Son (2011) e Rope Paper Scissors (2013), com o detetive Joe Torio.
Longyear morreu em 6 de maio de 2025, aos 82 anos.

## Prêmios
Ele foi mais conhecido por ganhar os prêmios Hugo e Nebula Award, entregues aos melhores escritores de ficção científica, por Enemy Mine, que depois veio a tornar-se um filme com o mesmo título em colaboração com David Gerrold.

## Trabalhos publicados

### Romances independentes
- Sea of Glass (1987) ISBN 978-0595189656
- Naked Came the Robot (1988) ISBN 978-0595200689
- The God Box (1989) ISBN 978-0595121151
- The Homecoming (1989) ISBN 978-0802768636
- Jaggers & Shad: ABC Is for Artificial Beings Crimes (2010) ISBN 978-0615469560
- THe Candle Man (2024) ISBN 979-8320483320

### Série Enemy Mine
1. "Enemy Mine" (Asimov's Science Fiction, setembro de 1979; vencedor de Hugo, Nebula & Locus de 1980)
2. The Tomorrow Testament (1983) ISBN 978-0595189663
3. The Last Enemy (1997) ISBN 978-0595348756

#### Omnibus
- The Enemy Papers, também contendo material adicional (1998) ISBN 1-56865-949-0

### Série Infinity Hold
1. Infinity Hold 1989 ISBN 978-0595092741
2. Infinity Hold\3 2002 (Containing Infinity Hold, Kill All the Lawyers, and Keep the Law)

### Série Circus World
1. Circus World (1980) ISBN 978-0595189670
2. City of Baraboo (1980) ISBN 978-0595121205
3. Elephant Song (1981) ISBN 978-0595121182

### Mistérios de Joe Torio
- The Hangman's Son (2011) ISBN 978-0615483818
- Just Enough Rope (2012) ISBN 978-0615484129
- Rope (Book 1 of Rope Paper Scissors, 2013) ISBN 978-0615883854
- Paper (Book 2 of Rope Paper Scissors, 2013) ISBN 978-0615886725
- Scissors (Book 3 of Rope Paper Scissors, 2013) ISBN 978-0615886749

### The War Whisperer
- The War Whisperer: Book 1: Geronimo (2019)
- The War Whisperer: Book 2: Black (2019)
- The War Whisperer: Book 3: Misty (2019)
- The War Whisperer: Book 4: The RAT (2020)
- The War Whisperer: Book 5: The Hook (2020) (Prometheus Award winner)
- The War Whisperer: Book 6: The Notice (2020)
- The War Whisperer: Book 7: Changes (2020)

### Recovery works
- Saint Mary Blue (novel set in a treatment facility), SteelDragon Press, 1988 ISBN 978-0595138852
- Yesterday's Tomorrow: Recovery Meditations for Hard Cases, Hazelden, 1997 ISBN 978-1568381602
- "The Monopoly Man" (Magazine of Fantasy & Science Fiction, Jan. 2009)

#### Romances relacionados à Alien Nation
- The Change (1994)
- Slag Like Me (1994)

### Não-ficção
- Science Fiction Writer's Workshop-I ISBN 978-0595225538
- The Write Stuff Online Writing Seminar
- Alien Runes:  Building and Using Your Personal Oracle (2020) ISBN 979-8678307828
- Vade Mecum for Alien Runes (2020) ISBN 979-8678353610

### Coleções de contos
- Manifest Destiny ISBN 978-0425045305
- It Came from Schenectady ISBN 978-0595201723
- Dark Corners (2022) ISBN 978-0615471723
- The Fireteller Tales (2024) ISBN 979-8326072917